# 尼佐讷河畔圣弗龙
尼佐讷河畔圣弗龙（法語：Saint-Front-sur-Nizonne，法語發音：[sɛ̃ fʁɔ̃ syʁ nizɔn]）是法国多尔多涅省的一个市镇，位于该省北部，属于农特龙区。

## 地理
尼佐讷河畔圣弗龙（45°28'52"N, 0°38'10"E）面积13.05 平方千米，位于法国新阿基坦大区多爾多涅省，该省份为法国西南部内陆省份，是法國本土面积第三大的省，大致对应佩里戈尔地区，北起顺时针与夏朗德省、上维埃纳省、科雷兹省、洛特省、洛特-加龙省、吉倫特省和滨海夏朗德省接壤。
与尼佐讷河畔圣弗龙接壤的市镇（或旧市镇、城区）包括：圣马夏尔德瓦莱特、拉沙佩勒蒙莫罗、索圣昂热勒、佩里戈尔地区布朗托姆、佩里戈尔地区马勒伊、圣克雷潘德里什蒙、佩里戈尔地区布朗托姆。

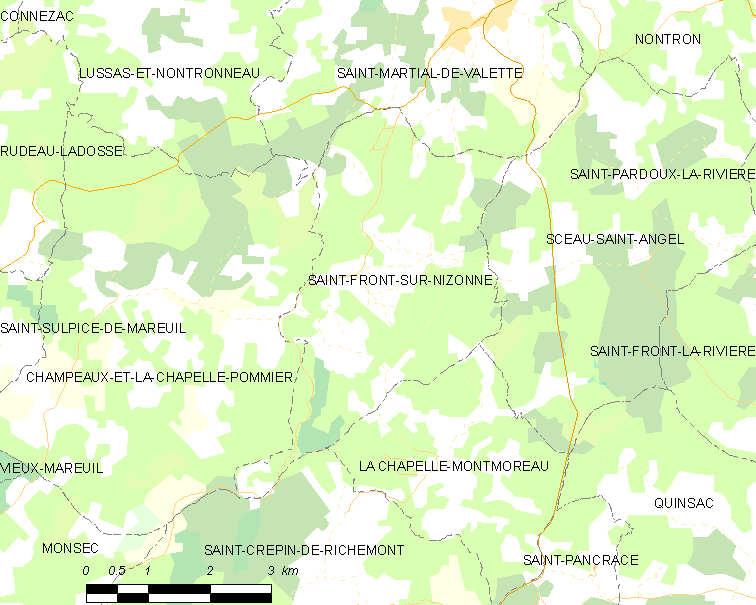
尼佐讷河畔圣弗龙的OSM定位图

尼佐讷河畔圣弗龙的时区为UTC+01:00、UTC+02:00（夏令时）。

## 行政
尼佐讷河畔圣弗龙的邮政编码为24300，INSEE市镇编码为24411。

## 政治
尼佐讷河畔圣弗龙所属的省级选区为农特龙绿色佩里戈尔县。

## 人口

1962-2008年间尼佐讷河畔圣弗龙人口变化图示

尼佐讷河畔圣弗龙于2022年1月1日时的人口数量为166人。